# Belén Cuesta Llamas
Belén Cuesta Llamas (Sevilla, 24 de gener de 1984) és una actriu espanyola.

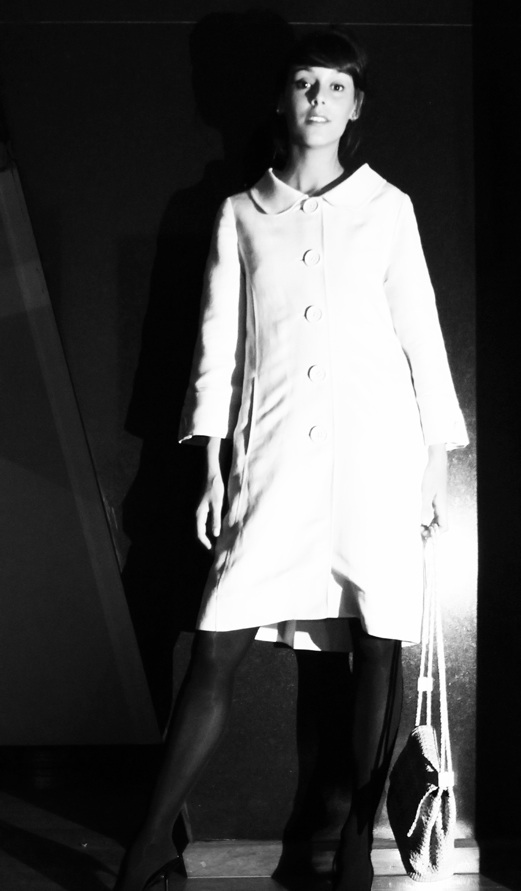
Belén Cuesta el 2007

## Biografia
Encara que va néixer a Sevilla, va passar la infància i adolescència a Fuengirola (Màlaga). En l'actualitat resideix i treballa a Madrid. Es va formar com a actriu a l'Escola Superior d'Art Dramàtic de Màlaga, a més de rebre classes d'interpretació en altres escoles o disciplines com: La Sala, Màlaga; Cursos de Comèdia de l'art (Nando Llera), L'actor davant la càmera (Assumpta Serna), així com d'altres. Encara que és majoritàriament coneguda com a actriu teatral, ha participat tant en produccions cinematogràfiques, televisives i fins i tot anuncis de televisió.

## Filmografia

### Pel·lícules
- La Llamada. (2017). Dirigida per Javier Calvo i Javier Ambrossi.
- Villaviciosa de al lado. (2016). Dirigida per Nacho G. Velilla
- El pregó. (2016). Dirigida per Dani de la Orden
- Kiki, el amor se hace. (2016). Dirigida per Paco León
- Tenemos que hablar. (2016). Dirigida per David Serrano
- Ocho apellidos catalanes. (2015). Dirigida per Emilio Martínez Lázaro
- No sé qué hacer contigo. (2011). Dirigida per Miguel Campión.
- La montaña rusa. (2011). Dirigida per Emilio Martínez Lázaro.
- Perro flaco. (2010). Dirigida per Ernesto Martin.
- Intruders. (2010). Dirigida per Juan Carlos Fresnadillo
- Palomas de ciudad. (2009). Dirigida per Stefano Ridolfi.
- Camas.(2009). De Manuela Moreno.
- Hierro. (2008). Dirigida per Gabe Ibañez.
- L.A. (2006). En el paper de l'àngel verdader. Borvoleta P.C.
- Diálogo existencial del pelotari y sus demonios. (2006). Borvoleta P.C.

### Sèries de televisió
- Cristo y Rey. (2023) com a Bárbara Rey. Netflix.
- Paquita Salas. (2018) com a Magüi Moreno. Flooxer. Netflix.
- Buscando el norte. (2016) com a Carolina "Carol". Aparte Producciones. Antena 3.
- Vis a vis. (2015) Episodis 1 i 2 com a Yolanda. Globomedia. Antena 3.
- Aquí Paz y después Gloria. (2015) Personatge principal. Mandarina. Telecinco.
- En el aire. (2013). El Terrat. La Sexta.
- Bandolera. (2012). Com a Elisa Garmendia. Diagonal TV.
- Amar en tiempos revueltos. (2011). Diagonal TV.
- Palomitas. (2011). El Terrat.
- Ángel o demonio. (2011). Plural Entertainment.
- Operación Malaya. (2010). Dirigida per Manuel Huerga.
- ¿Qué fue de Jorge Sanz?. (2010). Dirigida per David Trueba.
- Telefusion. (2010). El Terrat.
- Cazadores de hombres. (2008). Antena 3.

### Teatre
- La llamada (2013-actualitat). Escrita i dirigida per Javier Calvo i Javier Ambrossi
- Presencias (2012). Dirigida per Benja de la Rosa.
- El imaginario de Cervantes. (2011). Dirigida per Sonia Sebastián.
- Labios. (2010). De Carlos Rico. Dirigida per Alejandra Nogales.
- Las fichas. (2009). Dirigida per Secun de la Rosa.
- Sonias. (2008). Dirigida per Hermanas Rico.
- Acóplate. (2008). Amb la companyia "Los Quiero Teatro Tonto". Dirigida per Hermanas Rico.
- Me muero, me muero. (2007). Dirigida per Hermanas Rico.
- Una mujer sin importancia. (2007). D'Oscar Wilde, dirigida per Hermanas Rico.
- Enrico V. (2006). Companyia Pipo del Bono.
- Malditas sean por siempre coronada y sus hijas. (2006). Dirigida per Pablo Mesa.
- Ifigenia en Táuride. (2004-2005). Dirigida per Ignacio Ortiz.

### Microteatre
- ¿Quién es Teodoro?. (2012). De Veronica Larios. Microteatre.
- Papá se ha ido. (2011). D'Elvira Lindo. Dirigida per Sonia Sebastián. Microteatre.
- Lo que da miedo es la muerte. (2011). D'Olga Iglesias. Microteatre.
- Soy actriz. (2011). D'Olga Iglesias. Microteatre.
- Te acuerdas. (2011). De Secun de la Rosa. Microteatre.